# Nasir al-Din Mahmud I
Nasir al-Dibn Mahmud I fou sultà de Bengala vers 1437 o més probablement 1442 a 1459, descendent d'Ilyas Shah (vers 1342-1357). Shams al-Din Ahmad (vers 1431-1436 o 1442), net del raja Ganesh (vers 1414-1418), fou assassinat i diversos nobles es van disputar el poder. Nasir Khan va derrotar el seu rival Shadi Khan i es va proclamar sultà però el seu triomf fou efímer doncs va ser assassinat també al cap d'una setmana. Llavors els nobles van escollir Muhammed, un ilyàsida, que vivia obscurament com a pagès. Va agafar el nom de Mahmud I Abu-l Muzaffar i el títol de Nasir al-Din.
Va governar en pau mercès al fet que els xàrquides de Jaunpur estaven ocupats amb els lodis. Va portar la prosperitat al poble i va fer construir diverses mesquites i khankahs, ponts i tombes. La seva capital era a Gaur (Gawr o Lakhnawati) on va construir un fort, un palau i altres edificis. Les fronteres de Bengala es van expandir i va ocupar part dels districtes de Djassawr i Khulna i algunes terres a 24 Parganas.
Va regnar uns 17 anys i va morir en pau sent succeït pel seu fill Rukn al-Din Barbak I (1459-1474)

## Nota
1. ↑  segons la llista a la Gaceta Imperial